# Fabio Meroni
Fabio Meroni (Lissone, 30 aprile 1957) è un politico italiano.

## Biografia
Imprenditore nel commercio delle pelli e dei tessuti per l'arredamento, si è avvicinato alla politica tesserandosi alla Lega Lombarda nel 1989.
È membro del Consiglio nazionale della Lega Lombarda dal 1993 al 1999 per elezione, e dal 2001 come segretario provinciale di Monza e Brianza.
Dal 1994 al 2002 è stato sindaco di Lissone per due mandati consecutivi.  
Ha inoltre dato vita alla Società Progetto Lissone S.p.A, per rilanciare il settore del mobile lissonese. È stato Presidente dell'Assemblea dei Sindaci dei 16 comuni appartenenti al Consorzio Smaltimento Rifiuti Brianza Milanese.
Tra i più attivi sostenitori della realizzazione della Provincia di Monza e Brianza, nel 2009, dopo le prime elezioni provinciali per la nuova provincia, entra in Giunta come assessore al demanio, patrimonio ed edilizia scolastica, rinunciando all'emolumento, in quanto già deputato della Repubblica Italiana.

### Elezione a deputato
Alle elezioni politiche del 2008 è candidato alla Camera dei Deputati, nella circoscrizione Lombardia 1, nelle liste della Lega Nord, risultando il secondo dei non eletti.
Il 22 dicembre 2011, in seguito alle dimissioni di Ettore Pietro Pirovano viene eletto deputato della XVI Legislatura.
Rimane in carica fino al 14 marzo 2013.

### Altre candidature
Nel 2012 si candida alla carica di consigliere comunale alle elezioni amministrative a Lissone, non riuscendo però ad essere eletto.
A giugno del 2014 viene eletto consigliere comunale d'opposizione nel comune di Camparada con la lista “Progetto per Camparada”.
A ottobre del 2014 è candidato alle elezioni provinciali di Monza e Brianza, ma non viene eletto.
Si ricandida alle elezioni provinciali di Monza e Brianza nel 2017, ma anche in questo caso non ottiene voti sufficienti all'elezione.

### Elezioni comunali del 2022 e rielezione nel consiglio comunale
in vista delle elezioni comunali di Lissone nel 2022 fonda una lista civica di centro destra chiamata Prima Lissone a sostegno del candidato sindaco di Lino Fossati, la lista riesce ad ottenere il 2,6% dei voti, Meroni verrà eletto in consiglio comunale per via della rinuncia di Lino Fossati.
in vista delle elezioni politiche anticipate del 2022 viene candidato al senato per  Italexit, il partito no green-pass guidato da Gianluigi Paragone, senza risultare eletto.

## Critiche
Acceso sostenitore di Donald Trump, inneggia il suo operato con una serie di post su vari social media anche nei giorni successivi all'assalto al Campidoglio degli Stati Uniti d'America del 2021.

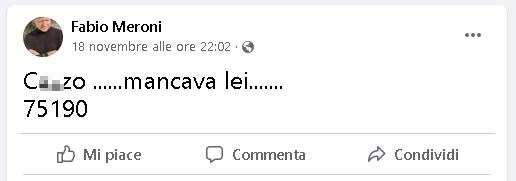
Meroni Post Segre

Dichiaratamente no-vax,  18 novembre 2021, in riferimento al dibattito sul COVID-19, posta sulla rete la frase: "Mancava lei... 75190", dove lei è Liliana Segre, deportata ad Auschwitz a 13 anni e marchiata con quel numero dai nazisti sul braccio. Il commento della Comunità ebraica: "Ignobile" e dell'Anpi: "Stesso linguaggio dei nazisti".